# Білоцерковець Володимир Сергійович
Володимир Сергійович Білоцерковець (22 січня 2000, Гола Пристань — 6 серпня 2025) — український футболіст, що грав на позиції півзахисника.

## Життєпис
Вихованець молодіжних академій харківського «Металіста» та луганської «Зорі». Виступав за «Зорю» в Молодіжному чемпіонаті України.
У червні 2020 року переведений до першої команди луганців. У футболці «Зорі» дебютував 16 липня 2020 року в програному (1:3) виїзному поєдинку 31-о туру Прем'єр-ліги проти київського «Динамо». Володимир вийшов на поле на 89-й хвилині, замінивши Владислав Кабаєва. Цей матч так і залишився єдиним для гравця у тому сезоні.
А вже у вересні 2020 року Володимир був відданий в оренду на наступний сезон до складу новачка Прем'єр-ліги клубу «Інгулець».
Наступний сезон і також на правах оренди відіграв за «Металург» (Запоріжжя), з 2022 року захищав кольори запоріжців на постійній основі.
З 2024 року Володимир виступав за «Інгулець», а у січні 2025 року повернуся до складу луганської «Зорі».
Помер 6 серпня 2025 року.